# Bahrain International Challenge 2022
Die Bahrain International Challenge 2022 als offene internationale Meisterschaft von Bahrain im Badminton wurde vom 29. November bis zum 4. Dezember 2022 in Manama ausgetragen. Es war die sechste Auflage des Turniers.

## Sieger und Platzierte
| Disziplin    | Gold                                        | Silber                                             | Bronze                                           |
| ------------ | ------------------------------------------- | -------------------------------------------------- | ------------------------------------------------ |
| Herreneinzel | Ng Tze Yong                                 | Kuo Kuan-lin                                       | Kartikey Gulshan Kumar                           |
| Herreneinzel | Ng Tze Yong                                 | Kuo Kuan-lin                                       | Kalle Koljonen                                   |
| Dameneinzel  | Pitchamon Opatniputh                        | Ester Nurumi Tri Wardoyo                           | Sung Shuo-yun                                    |
| Dameneinzel  | Pitchamon Opatniputh                        | Ester Nurumi Tri Wardoyo                           | Anupama Upadhyaya                                |
| Herrendoppel | Muhammad Rayhan Nur Fadillah Rahmat Hidayat | Chaloempon Charoenkitamorn Nanthakarn Yordphaisong | Krishna Prasad Garaga Vishnuvardhan Goud Panjala |
| Herrendoppel | Muhammad Rayhan Nur Fadillah Rahmat Hidayat | Chaloempon Charoenkitamorn Nanthakarn Yordphaisong | Raymond Indra Daniel Edgar Marvino               |
| Damendoppel  | Lanny Tria Mayasari Ribka Sugiarto          | Treesa Jolly Gayathri Gopichand                    | Anisanaya Kamila Az Zahra Ditya Ramadhani        |
| Damendoppel  | Lanny Tria Mayasari Ribka Sugiarto          | Treesa Jolly Gayathri Gopichand                    | Jin Yujia Crystal Wong Jia Ying                  |
| Mixed        | Ruttanapak Oupthong Jhenicha Sudjaipraparat | B. Sumeeth Reddy Maneesha Kukkapalli               | H. V. Nithin Poorvisha Ram                       |
| Mixed        | Ruttanapak Oupthong Jhenicha Sudjaipraparat | B. Sumeeth Reddy Maneesha Kukkapalli               | Andy Kwek Crystal Wong Jia Ying                  |